# Узлов, Иван Герасимович
Иван Герасимович Узлов (укр. Іван Герасимович Узлов; 14 августа 1923, Олимпиадовка, Екатеринославская губерния — 21 февраля 2022, Днепр) — советский учёный-металлург, доктор технических наук (1971), профессор (1973). Лауреат Государственной премии СССР (1982). Заслуженный деятель науки Украинской ССР (1983).

## Биография
Родился 14 августа 1923 года в селе Олимпиадовка (ныне в Кировоградской области).
Детство провёл в городе Кривой Рог, где окончил среднюю школу № 36.
В 1949 году окончил Днепропетровский металлургический институт. С 1949 года — инженер, старший научный сотрудник, заведующий сектором в Институте чёрной металлургии (Днепропетровск), в 1978—1988 годах — директор. В 1958 году защитил кандидатскую диссертацию.
Член Инженерной академии Украины.
Избирался депутатом Днепропетровского областного и Днепропетровского городского советов народных депутатов.

## Научная деятельность
Внёс вклад в разработку научных основ и крупномасштабное развитие нового направления развития чёрной металлургии — энергосберегающих технологических процессов термического и термомеханического упрочнения массовых видов проката из углеродистых и низколегированных марок стали. Эта технология позволяет повысить в 1,5—2 раза уровень прочности стали, увеличить значения вязких характеристик (в том числе при температурах ниже нуля по Цельсию), обеспечить высокое сопротивление усталостному разрушению.

## Награды
- Государственная премия СССР (1982);
- Премия Совета Министров СССР[3];
- Заслуженный деятель науки Украинской ССР (1983).